# Любичь
Любичь, Рать, Слепец (укр. Любич, Рать, Сліпець) — левая протока Десны, протекающая по Козелецкий району Черниговской области и Броварскому району Киевской области Украины. Один из многочисленных рукавов Десны, образованный вследствие русловых процессов: русловая многорукавность.

## География
Длина — 22 км (4 км — в Черниговской области). Русло протоки (отметки уреза воды) в верхнем течении (село Соболевка) находится на высоте 95,6 м над уровнем моря. Скорость течения — 0,1 м/с. Река Десна и её протока Любичь образовывают крупнейший в Украине речной остров Любичев.
Русло сильно-извилистое с крутыми поворотами (меандрированное), в верхнем течении (село Крехаев) шириной 90 м и глубиной 1,5 м, твёрдый грунт дна. Долина протоки сливается с долиной Десны. Местами берега обрывистые с пляжами высотой 2-4 м, в верхнем течении правый берег обрывистый без пляжа. Впадают многочисленные ручьи. С Десной сообщается рядом временных и постоянных проток, например, Млиновище, Гончаровка.
Водоток берёт начало ответвляясь от основного русла Десны на административной границе Черниговской и Киевской областей, что северо-западнее села Крехаев (Козелецкий район). Река течёт на юго-запад, в верховье называется Слепец, затем пересекает административную границу Черниговской и Киевской областей, в среднем течении называется Рать, в нижнем — Любичь. Впадает в Десну в селе Летки (Броварский район).
Пойма частично занята заболоченными участками с лугами и кустарниками, лесами (лесополосами). Все населённые пункты расположены на левом берегу протоки, кроме того расположены садово-дачные участки и коттеджные посёлки.
Нет крупных приток.
Населённые пункты на реке (от истока к устью):
Козелецкий район
1. Крехаев

Броварской район
1. Леточки
2. Соболевка
3. Летки